# Arabische Dialekte

Verbreitung der arabischen Dialekte

Die arabischen Dialekte haben sich aus bereits im Altertum diversifizierenden altarabischen Varietäten entwickelt. Die arabischen Nationalgrammatiker, insbesondere der Perser Sibawayhi, überlieferten zahlreiche regionale, umgangssprachliche Abweichungen vom klassischen Arabisch.

## Grammatik und Phonologie
Das wesentliche Kennzeichen aller Dialekte des neuarabischen Typs ist der Verlust aller Flexionsvokale und der Nunation. Beim Substantiv bedeutet dies den vollständigen Verlust der Kasusflexion. Dies hat zur Folge, dass die Wortstellung im Satz nicht mehr so flexibel wie im Altarabischen gehandhabt werden kann und festen Regeln unterworfen ist, um das Subjekt eines Satzes vom Objekt unterscheiden zu können. Beim Verb geht die Modusunterscheidung – Indikativ, Subjunktiv und Apokopat – verloren, wofür die Dialekte mit Neubildungen entwickelten. Einige Dialekte, vor allem solche, die isoliert am Rand des arabischen Sprachraums überlebt haben, besitzen noch Reste von Flexion.
Daneben gibt es weitere Phänomene, die den meisten arabischen Dialekten gemein sind, darunter
- Zusammenfall der einst getrennten Phoneme ظ ḏ̣ [IPA ð~] und ض ḍ [IPA d~] in den meisten Dialekten. Das wird aber nicht konsequent getan, bei manchen Wörtern fallen beide Laute zusammen, bei anderen wiederum nicht. Im syrischen und ägyptischen Arabisch wird sowohl das ظ in ظَلم / „Unrecht tun“ als auch das ض in ضاع / „abhandenkommen“ wie im Hocharabischen ausgesprochen.
- Das eigentliche Hamza [ʔ] hat viel von seinem phonemischen Status verloren und wird in der Regel nur noch am Wortanlaut konsequent gesprochen. Im Wortinnern entfällt es nach Konsonanten meist ganz (Ausnahme ist z. B.: يسأل / yisʾal / „er fragt“), während es nach einem langen Vokal zu y werden kann (z. B. nāyim statt nāʾim für „schlafend“) und nach einem kurzen Vokal diesen oft ersatzweise längt (Beispiel siehe oben; eine Ausnahme ist wieder سأل / saʾal / „er fragte“). Allerdings wird in einigen Dialekten ق / q wie Hamza ausgesprochen (z. B. ʾalb statt qalb für „Herz“), auch im Wortinneren.
- Kurzvokale in unbetonten Silben des Typs Kv (Konsonant + Kurzvokal), insbesondere i  und u werden oft in neuarabischen Dialekten nach aramäischem Vorbild elidiert. Dadurch entstehende Konsonantenhäufungen werden durch Hilfsvokale aufgesprengt.
- In vielen Dialekten ist die Opposition zwischen i und u weiter geschwächt, als sie es im klassischen Arabisch sowieso schon war. Mitunter fallen sie auch in ein Phonem zusammen.
- Weit verbreitet steht in einer Reihe von Wörtern meist i statt klassischem a: inta statt anta „du“, (n)iḥna statt naḥnu „wir“, il- statt al- für den Artikel, min oder mīn statt man „wer?“ usw.
- Der Präfix-Vokal des Imperfekts lautet nur noch in seltenen Fällen wie im klassischen Arabisch auf a: yuktub statt yaktub-u „(dass) er schreibt“, tinzil statt tanzil-u „(dass) sie absteigt“.
- Das innere Passiv fuʿila / yufʿalu ist nur noch in Spurenelementen in einigen ausgefallenen Beduinendialekten nachweisbar. In der Regel benutzt das Neuarabische den VII. Stamm infaʿala, um Passiv auszudrücken.
- Nur noch eine Zahlenreihe für die Zählung beider Genera.
- Keine Dualformen mehr am Verb und bei den Personalpronomen. Lediglich am Substantiv ist der Dual noch lebendig.
- Neuerfindung eines Genitivexponenten in zahlreichen Dialekten, um Zugehörigkeit oder Besitzverhältnisse anders als durch den Status constructus auszudrücken, wie etwa il-bēt tabaʿi „mein Haus“.  Weitere Genitivexponenten in verschiedenen Dialekten: iddi, ḥagg, ḥāl, māl, mtāʿ, bitāʿ, šīt, ḏēl, dial usw.
- Keine Verwendung der klassischen Futur-Partikel sawfa, stattdessen rāḥ, ta-, māš, bā- o. ä.
- Ersatz des Frageworts ما mā „was?“ durch eine aus أيّ شيء هو ayyu šayʾin (huwa) hergeleitete Form, wie z. B. ēš, (š)šū, šinu, wiš(š), ešnuwwe etc.
- Keine Verneinung des Perfekts mehr durch لم lam (+ Apokopat).

## Häufige Abweichungen vom klassischen Arabisch
Einige Phänomene, die in zahlreichen, aber bei weitem nicht allen arabischen Dialekten auftreten:
- Monophthongierung der Diphthonge ay und aw, zu ē und ō also bēt < bayt „Haus“ und nōm < nawm  „Schlaf“.
- Lautverschiebung der Interdentale ث ṯ [IPA θ], ذ ḏ [IPA ð] und ظ ḏ̣ [IPA ðˁ], oft zu den Verschlusslauten t, d und ḍ. Beispiele für den Erhalt der Interdentale sind die meisten Beduinendialekte und die palästinensischen Bauerndialekte.
- Ersetzung von ف f durch ث ṯ [IPA θ].  Daran erinnert noch das heute in vielen Dialekten gebräuchliche ṯimm, ṯumm, timm, tumm für hocharabisches فم fam-un.
- Aussprache von ج ǧ [IPA ʤ] als ž [IPA ʒ], wie es heute aus weiten Teilen des Libanons und Syriens vertraut ist.
- Aussprache von ق q als k, wie es heute aus dem bäuerlichen Palästinensisch bekannt ist.
- Ersatz von ك k durch ش š [IPA ʃ], was in einigen Regionen des Jemen beim Suffix der 2. Ps. Sg. heute noch vorkommt. Wahrscheinlicher ist damit aber die Affrizierung des k zu č [IPA ʧ] gemeint, wie sie bei Kleinviehnomaden und bei den palästinensischen Bauern bekannt ist.
- Verwechslung der Laute ظ ḏ̣ [IPA ðˁ] und ض ḍ [IPA dˁ].
- Imāla, d. h. Hebung von langem ā zu ǟ oder gar ē in bestimmter konsonantischer Umgebung, wie es heute aus zahlreichen arabischen Dialekten geläufig ist.
- Abweichender Präfixvokal in einigen oder allen Personen beim Imperfekt bestimmter Verben, also beispielsweise niʿlam-u statt klassisch korrekt naʿlam-u „wir wissen“.
- Ersatz von Verben des Morphemtyps faʿila  durch fiʿila, also mit rückschreitender Angleichung des Vokals.
- Bei vielen Verben regionale Varianten des mittleren Vokals im Perfekt, also beispielsweise faʿila statt faʿala oder faʿula und umgekehrt.
- Unterschiedliche Behandlung des grammatikalischen Geschlechts bei zahlreichen Nomen, beispielsweise beim Wort طريق / ṭarīq / ‚Weg‘, das bei manchen Stämmen maskulin, in anderen feminin behandelt wurde.
- Unterschiedliche Demonstrativpronomen bei verschiedenen Stämmen, beispielsweise ذلك ḏālika und ذاك ḏāka für „jener“.
- Ausfall von Hamza ء ʾ [ʔ] im Wortinnern, also beispielsweise al-mara statt al-marʾa für „die Frau“ oder rās statt raʾs-un für „Kopf“.

## Geschichtliche und sprachliche Entwicklung
Die heutigen arabischen Dialekte sind das sprachliche Resultat der Ausbreitung des Islams im 7. und 8. Jahrhundert. Diese Eroberungszüge beeinflussten die gesamte Geschichte der Araber, ihre sozialen Bedingungen und ihre Mentalität. Auch die arabische Sprache durchlief in diesem Zeitraum einen grundlegenden Wandel. Sie verbreitete sich von ihrem Stammgebiet, der Arabischen Halbinsel, nach Westen bis an den Atlantik, nach Osten bis nach Zentralasien, nach Norden bis in das Gebiet der heutigen Türkei und nach Süden bis Sansibar. Durch riesige Entfernungen voneinander isoliert und dem Einfluss von starken, weil verwandtschaftlich recht nahestehenden Substratsprachen ausgesetzt – z. B. dem Aramäischen – entwickelten sich die neuarabischen Dialekte. Der neuarabische Sprachtypus steht innerhalb der semitischen Sprachfamilie dem Aramäischen näher als noch der altarabische Sprachtypus, der seinerseits eine größere Affinität zum Akkadischen hatte. Die Aufspaltung zwischen dem synthetisch aufgebauten klassischen Arabisch, das sein Prestige nicht zuletzt dem Koran verdankt, und den arabischen Dialekten, die einen analytischen Sprachbau aufweisen, beruht auch auf dem damaligen Kontakt mit Griechisch und Persisch sprechenden Völkern und führt zu einer echten Diglossie.
Im vorislamischen Arabien und bis zum Beginn des Wirkens von Mohammed lebte der überwiegende Teil der Araber in fast vollständiger Isolation von der restlichen Welt. Auf der Suche nach Weidegründen durchzogen sie die Arabische Halbinsel und lieferten sich endlose Stammesfehden. Dies mag die Tatsache erklären, dass das damals verwendete Arabisch dem schon im ersten nachchristlichen Jahrhundert ausgestorbenen, archaisch aufgebauten Akkadisch sprachgeschichtlich näher stand als dem Kanaanäischen oder Aramäischen. Durch das fast vollständige Ausbleiben äußerer Einflüsse und die Weiterführung der ursprünglichen Lebensweise wurde die archaische Struktur des Arabischen beibehalten. Zu dieser Zeit wurden verschiedene Dialekte gesprochen, die offenbar in eine östliche Gruppe um den Persischen Golf und eine westliche Gruppe mit den Dialekten des Hedschas geteilt waren. Zusätzlich zu diesen Stammesdialekten entwickelte sich in dieser Zeit auch ein poetisches, stammesübergreifendes Arabisch, das in den Gedichten der Mu'allaqat erhalten ist.
Die Ausbreitung des Islams nach dem Tode Mohammeds führte zu einer radikalen sprachlichen Umwälzung. Die Sprachgrenze zwischen den östlichen und westlichen Dialekten wurde verwischt, da die verschiedenen Stämme auf ihren Eroberungszügen gemeinsam lagerten, und es entstanden neue Dialekte. Eine ebenfalls entscheidende Rolle spielte der Kontakt der Araber mit fremden Völkern, die oftmals eine städtische Kultur pflegten. Ein zunehmender Anteil der Bevölkerung begann, ein allerdings fehlerhaftes Arabisch zu sprechen – nicht nur in der Aussprache, sondern auch in der Syntax. Die Sprachen der von den Arabern unterworfenen Völker (z. B. Mittelpersisch im früheren Sassanidenreich oder Mittelgriechisch in Ostrom) hatten im Laufe der Geschichte ihr Flexionssystem verloren. In Folge dieser sprachlichen Kontakte entfielen die Deklinations- und Konjugationsendungen. Als Beispiele seien die Nunation bei den Substantiven oder die Verbalformen des Apokopats genannt, zudem wurde die Aussprache von Pausalformen den Kontextformen angeglichen. Schwierigkeiten bei der Wortbildung wurden durch zahlreiche umschreibende Wendungen umgangen.
Über 1.000 Jahre Sprachentwicklung haben zu einer Vielfalt von Dialekten geführt, die teilweise untereinander nicht verständlich sind. Die Verständigung innerhalb der arabischen Welt wird dadurch ermöglicht, dass die auf dem klassischen Arabisch basierende Schriftsprache als gemeinsame Hoch- und Dachsprache genutzt wird. Der Unterschied zwischen Hochsprache und Umgangssprache ist gewaltig, man stelle sich etwa zum Vergleich vor, in Italien würde heute noch Latein als Hoch- und Mediensprache benutzt, während man ansonsten im Umgang miteinander italienische Dialekte spräche. Die jahrhundertealte, schwer zu überwindende Lücke zwischen Hoch- und Umgangssprache beruht entscheidend auf dem von arabischen Philologen festgelegten Grundsatz der ʿArabīya. Diese Doktrin besagt, dass die im Koran und den klassischen Werken der Literatur kodifizierte Sprache als unveränderlich gilt und als einzige zur Niederschrift zugelassen ist. Zumindest theoretisch sind Einflüsse der gesprochenen Dialekte auf die Schriftsprache unzulässig. Bis zum Ägyptenfeldzug Napoleons an der Wende vom 18. zum 19. Jahrhundert herrschte eine fast vollständige Dichotomie zwischen geschriebenem und gesprochenem Arabisch. Eine dünne Schicht von gelehrten Männern benutzte die Standardsprache zum schriftlichen Ausdruck der Bedürfnisse der traditionellen arabischen Kultur, während der überwiegende Teil der Bevölkerung, darunter sämtliche Frauen, Analphabeten waren.
Das Neuarabische wird in der Regel nicht geschrieben, sondern ist der mündlichen Kommunikation vorbehalten. Dadurch, dass in allen arabischen Ländern die Hoch- und Schriftsprache von der ersten bis zur letzten Klasse an den Schulen gelehrt wird, gelingt es beispielsweise zwei Arabern aus Marokko und dem Irak sich nicht nur schriftlich, sondern auch mündlich zu verständigen, indem sie sich nämlich auf ihr Schularabisch besinnen und versuchen, sich auf der sprachlichen Stufe soweit in Richtung Schriftsprache hochzuschrauben, bis sie auf eine Ebene kommen, wo sie einander verstehen. Den Zustand, dass zwei zeitlich weit auseinanderliegende Formen ein und derselben Sprache als Umgangs- und Hochsprache dienen, bezeichnet man als Diglossie.
Eine Sonderstellung im arabischen Sprachraum nimmt Malta ein, dessen arabischer Dialekt zwar den Maghreb-Dialekten nahesteht, aber sich doch schon so weit vom Arabischen wegentwickelt hat, dass manche Linguisten dem Maltesischen eine Sonderstellung nicht innerhalb des Arabischen, sondern neben dem Arabischen zuerkennen. Die Malteser benutzen eine aus ihrer Umgangssprache hervorgegangene Schriftsprache, die in einer modifizierten Lateinschrift geschrieben wird.
Das Hocharabische als Dachsprache fehlt auch meist in den arabischen Sprachinseln, wie etwa auf Zypern, in der Türkei, in Zentralasien und Teilen Subsahara-Afrikas.

## Soziologische Aufteilung
Die wesentliche Dialektgrenze verläuft im arabischen Sprachraum nicht entlang geografischer Grenzen, sondern entsprechend historisch-soziologischer Kriterien: Nomadendialekt und Ansässigendialekt. Hauptunterscheidungsmerkmal ist dabei die Realisation von altem ق q [IPA q]: Die Ansässigen realisieren den Laut stets stimmlos etwa als ʔ, k oder q, Beduinen stets stimmhaft, beispielsweise als g oder zum weichen Gaumen verschoben als g̣ [IPA ɢ], oder als ǧ [IPA ʤ], die (ehemaligen) Kamelnomaden gar in bestimmten Stellungen als ǵ [IPA ʣ].
Die Ansässigendialekte teilen sich nochmals auf in Stadtdialekte und Landdialekte. Typische Kennzeichen eines Stadtdialekts sind die Aussprache von ق q als Hamza ʾ und die Verschiebung der Interdentale zu Verschlusslauten, also ṯ > t, ḏ > d, ḏ̣ > ḍ. Dieser Dialekttyp wird gesprochen in Kairo, Jerusalem, Beirut, Damaskus und vielen anderen Städten der arabischen Welt, nicht jedoch beispielsweise in Bagdad oder Tripolis. Das heißt, dass der beduinische Dialekttyp auch in Städten und auf dem Land gesprochen werden kann. Städtisches Arabisch findet sich besonders im Maghreb auch auf dem Land. Das einzige, was bisher nicht entdeckt wurde, sind Beduinen, die städtisch sprechen. Die Bezeichnungen sind also historisch-soziologischer Natur und spiegeln nicht die jetzigen tatsächlichen Lebensverhältnisse wider.

## Geografische Klassifikation
Abgesehen von dieser grundlegenden soziologischen Einteilung lassen sich die arabischen Dialekte geografisch folgendermaßen klassifizieren:
- Arabische Halbinsel
  - Golf-Arabisch (ISO 639-3:afb)
  - Hidschāz-Dialekte
  - Nadschdi-Dialekte
  - Jemenitisch-Arabisch
  - Nordarabische Dialekte
  - Oman-Arabisch

- Mesopotamien
  - Irakisch-Arabisch (ISO 639-3, Mesopotamian acm)
    - qeltu-Dialekte
    - gilit-Dialekte

- Levante / Großsyrien
  - Levantinisches Arabisch
    - Syrisch-Arabisch
    - Libanesisch-Arabisch
    - Palästinensisch-Arabisch
    - Jordanisch-Arabisch

  - Zypriotisches Arabisch

- Ägypten-Sudan
  - Ägyptisch-Arabisch
  - Sudanesisch-Arabisch

- Maghreb
  - Marokkanisch-Arabisch
  - Algerisch-Arabisch
  - Tunesisch-Arabisch
  - Libysch-Arabisch
  - Hassania
  - Sahara-Arabisch

- Randgebiete
  - Zentralasien: Afghanistan-Arabisch, Chorasan-Arabisch, Usbekistan-Arabisch
  - Zentralafrika: Nigerianisches Arabisch, Tschadisch-Arabisch, Mali-Arabisch, Niger-Arabisch, Kamerun-Arabisch, Juba-Arabisch
  - Südeuropa: Maltesisch, Sizilianisch-Arabisch (†), Andalusisch-Arabisch (†)

Eine Übersicht über das Verbreitungsgebiet des Arabischen mit ungefähren Sprecherzahlen findet sich in der Liste von Staaten mit indigener muttersprachlich arabischer Bevölkerung.